# Cambra dels Pobles de Bòsnia i Hercegovina
Cambra dels Pobles de Bòsnia i Hercegovina (bosnià Dom Naroda Bosne i Hercegovine, serbi Дом народа Босне и Херцеговине) és una de les dues cambres de l'Assemblea Parlamentària de Bòsnia i Hercegovina, amb l'altra càmera és la Cambra de Representants de Bòsnia i Hercegovina.
Aquest òrgan bosnià (Cambra del Poble) va ser creat el 1995, després de la signatura dels Acords de Dayton el novembre de 1995, que va ser ratificat a París (França) el 14 de desembre.
La Casa dels Pobles de Bòsnia i Hercegovina compta amb 15 membres distribuïts equitativament entre els tres grups ètnics a Bòsnia: 5 bosnians, 5 serbis, i 5 croats. Els membres són nomenats pels parlaments de les repúbliques constituents. El seu deure és assegurar-se que cap llei es passa a menys que els tres grups n'estiguin d'acord amb el respecte. Aquesta disposició és impopular a Bòsnia entre els bosnians, però els intents de canvi haurien de ser aprovats per la cambra mateixa.

## Presidents de la Cambra dels Pobles
1. Momir Tošić (3 de gener de 1997 – setembre de 1997)
2. Avdo Čampara (setembre de 1997 – maig de 1998)
3. Petar Majić (maig, 1998 - 1998)
4. Vladimir Šoljić (4 de desembre de 1998 – agost de 1999)
5. Izet Žigić (agost de 1999 – març de 2000)
6. Drago Ljubičić (març, 2000 - 2001)
7. Ilija Šimić (20 de març de 2001 – octubre de 2001)
8. Sejfudin Tokić (octubre de 2001 - 29 d'abril de 2002)
9. Nikola Špirić (29 d'abril de 2002 - 31 de gener de 2003)
10. Velimir Jukić (31 de gener de 2003 - 30 de setembre de 2003)
11. Mustafa Pamuk (30 de setembre de 2003 - 28 de maig de 2004)
12. Goran Milojević (28 de maig de 2004 - 18 de gener de 2005)
13. Velimir Jukić (18 de gener de 2005 - 30 de setembre de 2005)
14. Mustafa Pamuk (30 de setembre de 2005 - 29 de maig de 2006)
15. Goran Milojević (29 de maig de 2006 - 14 d'abril de 2007)
16. Ilija Filipović (14 d'abril de 2007 - 14 de novembre de 2007)
17. Sulejman Tihić (14 de novembre 2007 - 14 de juliol de 2008)
18. Mladen Ivanić (14 de juliol de 2008 - 26 de febrer de 2009)
19. Dušanka Majkić (26 de febrer de 2009 -13 de març de 2009)
20. Ilija Filipović (14 de març de 2009 - 13 de novembre de 2009)
21. Sulejman Tihić (14 de novembre de 2009 - 13 de juliol de 2010)
22. Dušanka Majkić (14 de juliol de 2010 - 9 de juny de 2011)
23. Ognjen Tadić (9 de juny de 2011 - 8 de febrer de 2012)
24. Dragan Čović (9 de febrer de 2012	- 8 d'octubre de 2012)
25. Sulejman Tihić (9 d'octubre de 2012 - 8 de juny de 2013)
26. Ognjen Tadić (9 de juny de 2013 - 5 de novembre de 2013)
27. Staša Košarac (5 de novembre de 2013 - 8 de febrer de 2014)
28. Dragan Čović (9 de febrer de 2014 - 17 de novembre de 2014)
29. Bariša Čolak (16 de febrer de 2015[a] - 17 d'octubre de 2015
30. Ognjen Tadić (16 d'octubre de 2015 - 15 de juny de 2016)
31. Safet Softić (16 de juny de 2016 - 15 de febrer de 2017)
32. Bariša Čolak (16 de febrer de 2017 - 15 d'octubre de 2017)
33. Ognjen Tadić (16 d'octubre de 2017 - 15 de juny de 2018)
34. Safet Softić (16 de juny de 2018 - 6 de desembre de 2018)
35. Bariša Čolak (16 de febrer de 2019 - 28 de febrer de 2019)
36. Bakir Izetbegović	(28 de febrer de 2019 - 28 d'octubre de 2019)
37. Dragan Čović (28 d'octubre de 2019 - actualitat)